# Championnat du monde A de rink hockey masculin 2005
Navigation
Championnat du monde A 2003 Championnat du monde A 2007
Le championnat du monde A de rink hockey masculin 2005 s'est déroulé entre le 6 et le 13 juillet 2005 à San Jose, aux États-Unis.
Les deux équipes classées aux deux dernières places du classement final jouent le championnat du monde groupe B 2006, à Montevideo en Uruguay.

## Équipes
Les 16 équipes participantes ont été réparties dans quatre poules de quatre équipes chacune.
| Groupe A |
| -------- |
| Angola   |
| Chili    |
| Macao    |
| Portugal |

| Groupe B   |
| ---------- |
| Andorre    |
| Italie     |
| Mozambique |
| Suisse     |

| Groupe C   |
| ---------- |
| Angleterre |
| Espagne    |
| France     |
| Pays-Bas   |

| Groupe D   |
| ---------- |
| Allemagne  |
| Argentine  |
| Brésil     |
| États-Unis |

## Calendrier
Les horaires des matchs sont en heure locale (UTC-7).

### Phase de poules
| Match | Équipe |     | Équipe   | H.    |
| ----- | ------ | --- | -------- | ----- |
| 1     | Angola | 1-5 | Portugal | 15h00 |

| Match | Équipe    |      | Équipe     | H.    |
| ----- | --------- | ---- | ---------- | ----- |
| 2     | Suisse    | 7-0  | Mozambique | 12h00 |
| 3     | Pays-Bas  | 0-4  | Angleterre | 13h30 |
| 4     | Chili     | 11-2 | Macao      | 15h00 |
| 5     | Andorre   | 1-4  | Italie     | 16h30 |
| 6     | France    | 0-5  | Espagne    | 18h00 |
| 7     | Allemagne | 4-0  | États-Unis | 19h30 |
| 8     | Brésil    | 3-6  | Argentine  | 21h00 |

| Match | Équipe     |      | Équipe    | H.    |
| ----- | ---------- | ---- | --------- | ----- |
| 9     | Macao      | 3-21 | Angola    | 10h30 |
| 10    | Mozambique | 2-3  | Andorre   | 12h00 |
| 11    | Angleterre | 1-2  | France    | 13h30 |
| 12    | Allemagne  | 0-7  | Argentine | 15h00 |
| 13    | Chili      | 5-7  | Portugal  | 16h30 |
| 14    | Pays-Bas   | 1-8  | Espagne   | 18h00 |
| 15    | Suisse     | 2-5  | Italie    | 19h30 |
| 16    | États-Unis | 1-4  | Brésil    | 21h00 |

| Match | Équipe     |      | Équipe    | H.    |
| ----- | ---------- | ---- | --------- | ----- |
| 17    | Chili      | 1-1  | Angola    | 10h30 |
| 18    | Suisse     | 3-0  | Andorre   | 12h00 |
| 19    | Pays-Bas   | 2-2  | France    | 13h30 |
| 20    | Allemagne  | 2-2  | Brésil    | 15h00 |
| 21    | Macao      | 1-20 | Portugal  | 16h30 |
| 22    | Angleterre | 1-4  | Espagne   | 18h00 |
| 23    | Mozambique | 2-13 | Italie    | 19h30 |
| 24    | États-Unis | 0-14 | Argentine | 21h00 |

| Groupe A | Groupe A | Groupe A | Groupe A | Groupe A | Groupe A | Groupe A | Groupe A | Groupe A | Groupe A |
| Pos.     | Équipe   | J        | G        | N        | P        | +        | -        | Pts      | GA       |
| -------- | -------- | -------- | -------- | -------- | -------- | -------- | -------- | -------- | -------- |
| 1        | Portugal | 3        | 3        | 0        | 0        | 32       | 7        | 9        | +25      |
| 2        | Angola   | 3        | 1        | 1        | 1        | 23       | 9        | 4        | +14      |
| 3        | Chili    | 3        | 1        | 1        | 1        | 17       | 10       | 4        | +7       |
| 4        | Macao    | 3        | 0        | 0        | 3        | 6        | 52       | 0        | -46      |

| Groupe B | Groupe B   | Groupe B | Groupe B | Groupe B | Groupe B | Groupe B | Groupe B | Groupe B | Groupe B |
| Pos.     | Équipe     | J        | G        | N        | P        | +        | -        | Pts      | GA       |
| -------- | ---------- | -------- | -------- | -------- | -------- | -------- | -------- | -------- | -------- |
| 1        | Italie     | 3        | 3        | 0        | 0        | 22       | 5        | 9        | +17      |
| 2        | Suisse     | 3        | 2        | 0        | 1        | 12       | 5        | 6        | +7       |
| 3        | Andorre    | 3        | 1        | 0        | 2        | 4        | 9        | 3        | -5       |
| 4        | Mozambique | 3        | 0        | 0        | 3        | 4        | 23       | 0        | -19      |

| Groupe C | Groupe C   | Groupe C | Groupe C | Groupe C | Groupe C | Groupe C | Groupe C | Groupe C | Groupe C |
| Pos.     | Équipe     | J        | G        | N        | P        | +        | -        | Pts      | GA       |
| -------- | ---------- | -------- | -------- | -------- | -------- | -------- | -------- | -------- | -------- |
| 1        | Espagne    | 3        | 3        | 0        | 0        | 17       | 2        | 9        | +15      |
| 2        | France     | 3        | 1        | 1        | 1        | 4        | 8        | 4        | -4       |
| 3        | Angleterre | 3        | 1        | 0        | 2        | 6        | 6        | 3        | 0        |
| 4        | Pays-Bas   | 3        | 0        | 1        | 2        | 3        | 14       | 1        | -13      |

| Groupe D | Groupe D   | Groupe D | Groupe D | Groupe D | Groupe D | Groupe D | Groupe D | Groupe D | Groupe D |
| Pos.     | Équipe     | J        | G        | N        | P        | +        | -        | Pts      | GA       |
| -------- | ---------- | -------- | -------- | -------- | -------- | -------- | -------- | -------- | -------- |
| 1        | Argentine  | 3        | 3        | 0        | 0        | 27       | 3        | 9        | +24      |
| 2        | Brésil     | 3        | 1        | 1        | 1        | 9        | 9        | 4        | 0        |
| 3        | Allemagne  | 3        | 1        | 1        | 1        | 6        | 9        | 4        | -3       |
| 4        | États-Unis | 3        | 0        | 0        | 3        | 1        | 22       | 0        | -21      |

### Phase finale
11 juillet 2006
| Match | Places | Équipe     |      | Équipe     | H.    |
| ----- | ------ | ---------- | ---- | ---------- | ----- |
| 25    | 9-16   | Chili      | 4-3  | Mozambique | 10h30 |
| 26    | 9-16   | Andorre    | 9-3  | Macao      | 12h00 |
| 27    | 9-16   | Angleterre | 3-5  | États-Unis | 13h30 |
| 28    | 9-16   | Allemagne  | 8-0  | Pays-Bas   | 15h00 |
| 29    | 1-8    | Portugal   | 3-2  | Suisse     | 16h30 |
| 30    | 1-8    | Angola     | 1-2  | Italie     | 18h00 |
| 31    | 1-8    | Espagne    | 13-1 | Brésil     | 19h30 |
| 32    | 1-8    | Argentine  | 6-0  | France     | 21h00 |

12 juillet 2006
| Match | Places | Équipe     |     | Équipe     | H.    |
| ----- | ------ | ---------- | --- | ---------- | ----- |
| 33    | 13-16  | Mozambique | 2-4 | Angleterre | 10h30 |
| 34    | 13-16  | Macao      | 6-7 | Pays-Bas   | 12h00 |
| 35    | 9-12   | Chili      | 2-0 | États-Unis | 13h30 |
| 36    | 9-12   | Andorre    | 1-2 | Allemagne  | 15h00 |
| 39    | 1-4    | Portugal   | 1-4 | Espagne    | 16h30 |
| 40    | 1-4    | Italie     | 1-7 | Argentine  | 18h00 |
| 37    | 5-8    | Suisse     | 5-1 | Brésil     | 19h30 |
| 38    | 5-8    | Angola     | 2-5 | France     | 21h00 |

13 juillet 2006
| Match | Places | Équipe     |     | Équipe    | H.    |
| ----- | ------ | ---------- | --- | --------- | ----- |
| 41    | 15-16  | Mozambique | 9-4 | Macao     | 07h30 |
| 42    | 13-14  | États-Unis | 6-1 | Andorre   | 10h30 |
| 43    | 11-12  | Angleterre | 3-0 | Pays-Bas  | 09h00 |
| 44    | 9-10   | Chili      | 3-5 | Allemagne | 12h00 |
| 45    | 7-8    | Brésil     | 2-6 | Angola    | 13h30 |
| 46    | 5-6    | Suisse     | 5-1 | France    | 15h00 |
| 47    | 3-4    | Portugal   | 4-3 | Italie    | 16h30 |
| 48    | 1-2    | Espagne    | 2-1 | Argentine | 18h00 |

| Champion du monde 2005 de rink hockey |
| ------------------------------------- |
| ESPAGNE Onzième titre                 |

## Classement
|    | Équipe     |
| -- | ---------- |
| 1  | Espagne    |
| 2  | Argentine  |
| 3  | Portugal   |
| 4  | Italie     |
| 5  | Suisse     |
| 6  | France     |
| 7  | Angola     |
| 8  | Brésil     |
| 9  | Allemagne  |
| 10 | Chili      |
| 11 | Angleterre |
| 12 | Pays-Bas   |
| 13 | États-Unis |
| 14 | Andorre    |
| 15 | Mozambique |
| 16 | Macao      |